# Buschwiesengraben
Der Buschwiesengraben ist ein Meliorationsgraben und Zufluss des Klein Bestener Sees auf der Gemarkung der Gemeinde Bestensee im Landkreis Dahme-Spreewald in Brandenburg. Er beginnt auf einer landwirtschaftlich genutzten Fläche, die sich südlich des Bestenseer Wohnplatzes Ausbau befindet. Dort verläuft er zunächst in nordwestlicher Richtung und unterquert die Landstraße 743.  Nach rund 690 Metern fließt von Süden ein weiterer Strang zu. Der Kanal verläuft nun auf einer Länge von rund einem Kilometer in nördlicher Richtung westlich des Kiessees, zu dem jedoch keine Verbindung besteht. Er schwenkt anschließend nach Osten und entwässert nach rund 1,25 km südlich des Gemeindezentrums in den Klein Bestener See.